# Città di Como Challenger 2008
Il Città di Como Challenger 2008 è stato un torneo di tennis facente parte della categoria ATP Challenger Series nell'ambito dell'ATP Challenger Series 2008. Il torneo si è giocato a Como in Italia dal 25 al 31 agosto 2008 su campi in terra rossa e aveva un montepremi di €42 500+H.

## Vincitori

### Singolare
Diego Junqueira ha battuto in finale  Daniel Köllerer che si è ritirato sul punteggio di 2–0.

### Doppio
Mariano Hood /  Alberto Martín hanno battuto in finale  Guillermo Hormazábal /  Antonio Veić con il punteggio di 6–1, 6–4.